# Nikolaus Schumacher
Nikolaus (Klaus) Schumacher is een Belgisch Duitstalig politicus. Hij was van 1994 tot 2018 burgemeester van Amel voor de partij GI-Amel, die 12 van de 17 zetels in de gemeenteraad heeft.